# Captador passivo
Captadores passivos são captadores comuns de guitarra elétrica, funcionam como um transdutores que convertem a energia do movimento das cordas em tensão elétrica, ficam no corpo da guitarra e variam de tamanho e cor, ganharam esse nome depois da invenção dos captadores ativos.
|  |  |  |